# Jiande-Mensch
Der Jiande-Mensch (chinesisch 建德人, Pinyin Jiàndérén, englisch Jiangde Man) ist ein nach dem Kreis Jiande in der Provinz Zhejiang benanntes paläolithisches Fossil. Der Jiande-Mensch lebte vor ca. 50.000 Jahren in Zhejiang und wurde 1974 vom Institut für Vertebratenpaläontologie und Paläoanthropologie der Chinesischen Akademie der Wissenschaften und dem Zhejiang-Museum ausgegraben.
Von seinen chinesischen Bearbeitern wurde das Fossil zu Homo sapiens gestellt; sollte die Datierung korrekt sein, würde diese Zuordnung allerdings in Widerspruch stehen zu den heute bekannten, genetischen Analysen zur Ausbreitung des Menschen, aufgrund derer er zu Homo erectus zu stellen wäre.